# Język klon
Język klon, także: kalong, kelon, kelong, kolon – język papuaski z grupy alor-pantar, używany w indonezyjskiej prowincji Małe Wyspy Sundajskie Wschodnie, jeden z języków wyspy Alor. Według danych z 2008 r. posługuje się nim 5–6 tys. osób.
Jest blisko spokrewniony z językiem adang. Składa się z dwóch dialektów – klon bring i klon paneia; są to również nazwy grup w obrębie ludu Klon. Wzajemna zrozumiałość między nimi jest uzależniona od wcześniejszej styczności z drugim dialektem.
Jego użytkownicy zamieszkują przysiółki na terytorium wsi Probur, Probur Utara i Tribur (klon bring) oraz Halerman, Margera i Manatang (klon paneia).
Według doniesień z pocz. XXI w. pozostaje w szerokim użyciu (i jest znany różnym grupom wiekowym), przy czym część rodziców świadomie nie przekazuje tego języka swoim dzieciom. Społeczność ma obojętny bądź negatywny stosunek do języka klon.
Panuje wielojęzyczność, powszechnie znany jest malajski alorski, a wiele osób włada również innymi językami archipelagu. Indonezyjski i lokalny malajski służą do kontaktów z osobami z zewnątrz. Na pocz. XXI w. odnotowano, że wśród osób w wieku powyżej 60 lat bywa spotykana pewna znajomość języka niderlandzkiego.
Pierwsze opracowanie gramatyczne poświęcone temu językowi sporządził Louise Baird (A grammar of Klon, 2008). Wcześniejsze materiały (z II poł. XX w.) ograniczały się do list słownictwa. Nie wykształcił piśmiennictwa.